# Destiny Road
Destiny Road (bra: Três Histórias, Um Destino) é um filme produzido entre Brasil e Estados Unidos, pela Graça Filmes e Uptone Pictures. Dirigido por Robert C. Treveiler, é baseado no livro (de mesmo título) escrito pelo Missionário R. R. Soares.

## Sinopse
Frank (Daniel Zacapa) é o dedicado pastor de uma pequena igreja, obcecado pelo poder e pela ambição desenfreada em nome do desejo de expandir sua congregação. Jeremias (Kevin L. Johnson) é um garoto nascido na periferia, com uma família desestruturada, que se envolve com o mundo do crime e das drogas. Elizabeth (Zoe Myers) foi criada por uma mãe super-protetora, mas, ao encontrar seu grande amor, experimenta uma liberdade para a qual não estava preparada. Três histórias diferentes, três pessoas buscando a mesma resposta para traçar um novo rumo na vida.

## Produção
Gravado no estado da Carolina do Norte, o filme baseado no livro de R. R. Soares teve sua história adaptada para o cotidiano americano pelo diretor do filme, Robert C. Treveiler, da Uptone Pictures, coprodutora do longa. Tem elenco composto pelos atores Daniel Zacapa, Traci Dinwiddie, Zoe Myers, Johanna Jowett, Daniel Samonas, Elizabeth Brewster, Kevin L. Johnson e Tonya Bludsworth, entre outros.

### Iniciativa
Primeiro filme produzido pela Graça Filmes, "Três Histórias, Um Destino" também foi pioneiro ao estrear em escala jamais atingida por um filme evangélico no Brasil (51 salas de cinema). Através da campanha "1+2=150 mil vidas!" que estimula cristãos a levar dois amigos não-crentes às telas do cinema, o filme conseguiu, já nos primeiros três dias de lançamento; público de mais de 54 mil pessoas ultrapassando, portanto, o número de espectadores por sala do filme de maior bilheteria do então fim de semana, 007 - Operação Skyfall. Alcançou, respectivamente, o 9° lugar da bilheteria nacional do dia 2 à 5 de novembro, e o 8° na semana seguinte.
Na sua terceira semana de exibição, o longa bateu a sua expectativa de público. Com o objetivo de levar 150 mil pessoas ao cinema, o filme conseguiu atingir 213.098 mil espectadores na terceira semana do mês de lançamento. Ao final do circuito nos cinemas, o filme alcançou público de cerca de mais de 280 mil espectadores. Tendo lançado um filme de um gênero que nunca antes havia conseguido tal feito, sem saber se ao menos o filme passaria da primeira semana de exibição, o longa Três Histórias, Um Destino trouxe um marco à indústria cinematográfica brasileira de filmes evangélicos.